# 로마 제국의 브리타니아 정복
로마 제국의 브리타니아 정복 (Roman conquest of Britain)은 서기 1세기부터 로마 제국이 브리튼섬을 정복한 과정과 그로 인한 통치 기간을 말한다. 클라우디우스 황제 재위기였던 서기 43년부터 본격적으로 시작되어, 서기 87년 브리튼섬 남부 (잉글랜드와 웨일스 일대)를 정복하고 스테인게이트를 세우면서 거의 마무리되었다. 2세기경부터는 브리튼섬 북부의 칼레도니아, 즉 오늘날 스코틀랜드를 마저 정복하려는 시도가 있었으나, 일시 점령이 아닌 확고한 정복은 그다지 이루지 못했다.
클라우디우스 황제는 브리타니아 정복에 앞서 이탈리아, 히스파니아, 갈리아에서 군사를 모집하였고, 클라시스 브리타니카라는 이름의 함대를 새로 편성하여 유럽 대륙과 브리튼섬 사이에 위치한 영국 해협의 제해권을 잡았다.
이후 아울루스 플라우티우스 장군의 지휘로 무력을 앞세워 브리튼섬에 진출한 로마군은 현지 켈트 부족들과 수차례 전투를 벌였는데, 대표적으로 메드웨이 전투, 템스강 전투, 그리고 나중에 가서는 카락타쿠스 최후의 전투, 앵글시섬 정복 등으로 이어졌다. 서기 60년경에는 이케니족 족장 부디카가 로마군에 맞서 대대적인 반란을 일으켜 카물로두눔, 베룰라미움, 론디니움을 습격하였으나, 로마군은 이를 다시 진압하였고 부디카는 죽음을 맞이한다.
오늘날의 잉글랜드 대부분 지역과 웨일스 전역을 평정한 로마군은 북쪽으로 눈을 돌려 칼레도니아 중부 (스코틀랜드)까지 진격, 몬스 그라우피우스 전투를 벌였다. 이후 북쪽의 미점령지와 남쪽의 로마 점령지를 선긋기 위해 하드리아누스 방벽을 세워 국경으로 설정하였으나, 스코틀랜드와 잉글랜드 북부의 켈트인 부족들은 로마 통치에 맞서 반란을 일으켰다. 이 때문에 브리튼 북부 전역에서는 부족의 공격으로부터 국경을 방어하기 위한 요새가 계속해서 유지되었다.

## 배경

### 카이사르의 원정
브리튼섬이 로마인과 처음 충돌한 것은 율리우스 카이사르의 기원전 55년~54년 브리튼 원정으로 거슬러 올라간다. 이후 브리튼섬은 로마 제국의 여느 변방 지역과 마찬가지로 로마인들과 외교 관계를 맺고 무역을 누리게 되었다. 이 시기 브리튼섬은 후기 철기 시대를 겪고 있었는데, 로마 제국이 행사한 경제적, 문화적 영향은 특히 남부 지역으로 갈수록 중대한 한 축을 차지하게 되었다.
상술한 기원전 54년 카이사르의 브리튼 침공으로 브리튼섬의 여러 부족왕국들은 로마에 공물과 인질을 바치되, 직접 군사통치는 받지 않는 예속국이 되었고, 이 같은 상태는 기원후 40년대에 이르기까지 대체로 변함 없이 남아 있었다. 카이사르의 뒤를 이어 초대 로마 황제에 등극한 아우구스투스는 기원전 34년, 기원전 27년, 기원전 25년에 각각 브리튼섬 침공을 준비하였으나 모두 뜻을 이루지는 못했다. 총 세 차례의 시도 중에서 첫 번째와 세 번째는 제국 내 다른 반란 사건이 터지면서 취소되었고, 두 번째 시도는 브리튼인들이 저자세로 타협에 나서면서 거둬졌다.
아우구스투스는 《업적록》 (Res Gestae)에서, 자신의 정복 시도를 달래기 위해 두브노벨라우누스 (Dubnovellaunus)와 틴코마루스 (Tincomarus)라는 브리튼의 두 왕이 직접 로마로 찾아왔던 일을 기록하고 있으며, 동시기에 지어진 스트라본의 《지리지》 (Geographica)에서는 브리튼 사람들이 로마에 바친 세금과 노역은 로마가 섬을 정복하고 거둘 수 있는 세금보다 더 많다고 소개하여 그 배경을 짐작케 한다.
이 시기 브리튼섬 내의 정치 구도는 어수선한 상황이었다. 우선 브리튼섬 남동부의 최대 세력이던 트리노반트족 (Trinovantes)의 수도 카물로두눔 (Camulodunum, 오늘날의 콜체스터)를 카투벨라우니족 (Catuvellauni)이 점령하면서 새로운 강자로 떠올랐다. 아트레바트족은 카벨라 아트레바툼 (Calleva Atrebatum, 실체스터)를 수도로 삼으면서 로마와 우호적인 외교 관계와 무역을 유지하던 부족으로, 그 우두머리 베리카는 로마에게 국왕으로 인정받을 정도였으나, 서기 40년경 카투벨라우니족의 카락타쿠스가 아트레바트 왕국 전체를 정복하면서 베리카를 브리튼섬에서 추방하는 일이 있었다.

### 칼리굴라의 원정
서기 40년에는 칼리굴라 황제가 브리튼섬 정복 작전을 세웠다고 전하나, 그 실체는 다소 불분명하다. 수에토니우스의 <황제전>에 따르면, 영국 해협에 다다른 칼리굴라는 갑자기 바다에 맞서 군대를 전투 대형으로 펼치라는 명령을 내렸다고 한다. 영문을 모른 채 지시에 따른 군대에게 이윽고 칼리굴라는 "성전과 황궁을 노리러 바다에서 올라온 약탈자가 여기 있다"며 조개를 모으라는 지시를 내렸다고 한다. 이 일화에 대해서는 라틴어로 '조개' (musculi)라는 말이 로마군 내에서 공병 막사를 일컫는 속어였다는 점, 또 칼리굴라가 개인적으로는 군인들에게 친근한 존재로 다가갔다는 점에서 실제로는 '막사를 모으라'는 명령이었다는 해석도 제기된다.
경위가 어떻든 칼리굴라의 작전 계획으로 갖춰진 부대와 군시설은 3년 후 클라우디우스 황제의 브리튼섬 침공 기반으로 작용하였다. 그 예로, 칼리굴라는 갈리아의 보노니아 (Bononia, 오늘날 프랑스 불로뉴쉬르메르)에 '질서의 탑' (Tour d'Ordre)이라는 등대를 지었고, 머지않아 이 등대를 그대로 본따 두브리스 (Dubris, 영국 도버)에도 등대 하나가 세워졌다고 한다.

## 서기 43년

### 클라우디아누스 황제의 정복 준비
서기 43년, 클라우디우스는 이름난 원로원 의원이었던 아울루스 플라우티우스 (Aulus Plautius)에게 전권을 위임하고, 브리타니아 정복을 위한 군대를 배치하였다. 정복을 위해 내세운 구실은 브리튼섬에서 추방된 아트레바트족의 왕 베리카를 다시 옹립시키는 것이었다.
당시 얼마나 많은 군단이 파견되었는지는 명확히 밝혀지지 않았으나, 훗날 로마 황제에 오르기도 하는 베스파시아누스 장군의 제2군단 아우구스타 (Legio II Augusta)가 작전에 직접 참여하였다는 사실은 입증되었다. 이 밖에도 제9군단 히스파니아, 제15군단 게마니아 (이후 명칭 마르티아 빅트리스 - Martia Victrix), 제20군단 (이후 명칭 발레리아 빅트리스 - Valeria Victrix)의 경우에도, 서기 60~61년에 있었던 부디카의 반란 당시 브리타니아에 배치된 것으로 알려져 있는데, 클라우디아누스 재위기의 첫번째 침공 당시 브리타니아로 진군하여 남아 있었던 것으로 보인다. 다만 로마군은 군단과 지원부대를 필요에 따라 재배치하며 유연하게 운영되었다는 사실도 감안할 필요가 있다.
당대 문헌에 밝혀진 바에 따르면, 군단 지휘관으로 나설 정도의 지위를 가진 사람 중 브리타니아 침공에 관여한 인물로는 총 세 사람이 거론된다. 디오 카시우스의 저술에서는 그 중 한 사람으로 제9군단 히스파니아를 이끈 그나이우스 호시디우스 게타, 또 한 사람으로 베스파시아누스의 형제 티투스 플라비우스 사비누스 2세가 언급된다. 카시우스는 사비누스가 베스파시아누스의 부관이라 소개했으나, 사비누스가 형이었던 데다 공직에 나선 것도 베스파시아누스보다 빨랐기 때문에, 그 시점에서 호민관 장교로 남아 있었다기엔 힘들었으리란 추측이다. 한편 에우트로피우스의 저술에서는 그나이우스 센티우스 사투르니누스가 언급되나, 이미 집정관까지 지낸 시점에서 전투를 직접 지휘하기엔 너무 고령이었고 나중에 클라우디우스와 동행했을 것으로 추정된다.

### 해협 횡단과 브리튼섬 진출

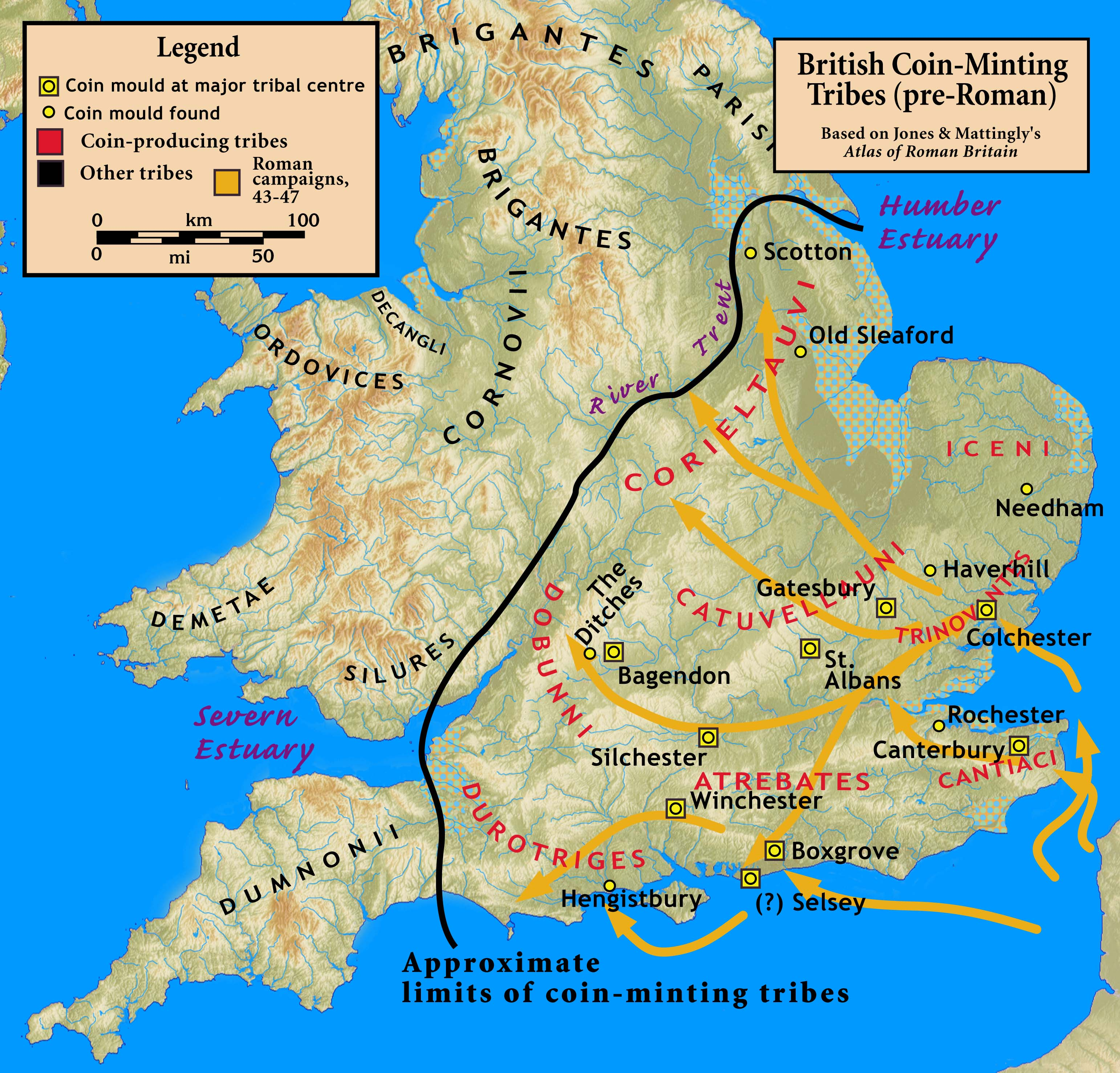
아울루스 플라우티우스의 군사작전과 당시 브리튼섬 원주민들의 영역을 나타낸 지도

아울루스 플라우티우스가 지휘하는 정복군은 3개 사단으로 나누어 브리튼섬으로 진군하였다. 당시 로마군이 출발항으로 삼은 곳은 보노니아 (Bononia, 오늘날의 프랑스 불로뉴)라고 보는 것이 일반적이고, 주요 상륙지는 루투피아이 (Rutupiae, 잉글랜드 켄트주 동부 연안)이라는 설이 주류이다. 하지만 정확한 출발지와 상륙지는 어느 쪽도 밝혀진 바가 없다. 카시우스는 출발항을 따로 언급하지 않았고, 수에토니우스는 클라우디우스 휘하의 2차 상륙군이 보노니아에서 출항했다는 기록을 남겼지만, 이것이 전군에 똑같이 해당됐다고 볼 수는 없다.
영국 잉글랜드의 리치보로에는 거대한 규모의 자연항이 남아 있는데, 로마군의 상륙 지점으로 추정되는 후보 중 하나다. 실제로 이곳에서 이뤄진 발굴 조사 결과, 로마군의 침공 시기에 점령되었음을 보여주는 흔적이 드러나기도 했다. 그러나 불로뉴에서 출발해 리치보로에 상륙하려면 남북 방향으로 항해해야 하는데, 카시우스는 로마군이 동서로 항해했다고 기록한다. 일부 학계에서는 불로뉴에서 솔런트 해협을 건너 영국 치체스터 (당시 명칭으로 노비오마구스)나 사우샘프턴 인근에 상륙했다는 설을 제기하는데, 여기서 치체스터, 즉 노비오마구스는 베리카 여왕이 통치했던 지역이기도 하다.

### 메드웨이강과 템스강 전투
로마군의 상륙에 맞서 일어난 브리튼인 저항군은 카투벨라우니족의 왕 쿠노벨리누스의 두 아들인 토고둠누스 (Togodumnus)와 카락타쿠스 (Caratacus)가 이끌었다. 적지 않은 병력을 갖추었던 브리튼군은 강변에 이르러 건너편의 로마군과 마주치면서 처음으로 전투를 벌였는데, 그 장소는 오늘날 켄트주 로체스터 인근의 메드웨이강으로 추정되어, 메드웨이 전투라 부른다. 이틀 동안 계속된 전투에서 로마군을 지휘하던 그나이우스 호시디우스 게타는 포로로 사로잡힐 위기에 처했으나, 곧바로 벗어나 전투의 흐름을 바꾸고 로마군에게 결정적 승리를 안겼다. 당시 바타비아족 (오늘날의 네덜란드) 출신으로 구성된 지원군 최소 한 사단이 별개의 병력으로서 강을 헤엄쳐 건너갔다는 기록이 남아 있다.
전투에서 패배한 브리튼군은 템스강으로 후퇴하였다. 로마군도 브리튼군을 뒤쫓아 강을 건너갔는데, 그 과정에서 에식스의 습지대를 지나가던 로마군의 병력 손실이 다소 발생했다. 로마군이 도강을 할 당시 기존에 세워진 다리를 건너간 건지, 아니면 임시 가교를 지었는지는 밝혀지지 않았다.
템스강의 2차전에서 브리튼군의 토고둠누스는 전투 직후 죽음을 맞이하였다. 플라우티우스는 진격을 멈추고 클라우디우스 황제에게 마지막 일격을 위해 합류해 달라는 보고를 올렸다. 이에 대해 카시우스는, 전사한 토고둠누스의 복수를 위해 결집한 브리튼인을 물리치려면 황제의 도움이 필요하다고 플라우티우스가 판단했으리라고 적고 있다. 그러나 클라우디우스는 군인이 아니었다. 클라우디우스가 친위대를 이끌고 브리튼섬으로 건너간 것은 서기 43년으로, 로마에 세워진 클라우디우스의 개선문에는 황제가 아무런 사상자 없이 브리튼왕 11인의 항복을 받아냈다고 전하고 있으며, 수에토니우스의 《황제전》에도 클라우디우스가 전투나 유혈 사태 없이 브리튼인의 항복을 받았다고 전하고 있다. 정황상 카투벨라우니족은 이미 패한 것이나 마찬가지인 상태여서, 카물로두눔에 마지막으로 진격할 시기에 클라우디우스 황제가 전장에 참여해 정복자로 기록된 것으로 보인다. 여기에 더해 카시우스는 당시 로마군이 브리튼인의 마지막 저항을 압도할 수 있도록 전투 코끼리와 중무장을 준비해 왔다고 기록한다.
결국 브리튼섬 남동부의 11개 부족이 클라우디우스 황제 앞에 무릎을 꿇고, 로마인들은 서쪽과 북쪽으로 나아갈 준비에 나섰다. 로마는 카물로두눔을 새로운 수도로 삼고, 클라우디우스 황제는 승전을 기념하기 위해 로마로 돌아왔다. 카락타쿠스는 가족과 잔존 병력을 데리고, 왕국의 보물을 챙겨 서쪽의 미점령지로 탈출하여 저항을 이어나갔다.
브리튼섬 침공이 완료된 후, 전쟁의 명분이 되었던 베리카는 아트레바트족의 왕으로 돌아갔을 것으로 보이나, 그 시점에서는 이미 연로한 몸이었다는 점에서 왕으로 군림하지 못했을 가능성도 있다. 둘 중 어느 쪽이든 머지않아서 베리카의 후계자로 새 통치자 코기두부누스가 등장하였으며, 1차 침공 과정에서 로마 동맹으로 합류한 데에 따른 보상으로 여러 영토의 국왕으로 등극하게 되었다.

## 서기 44년~60년

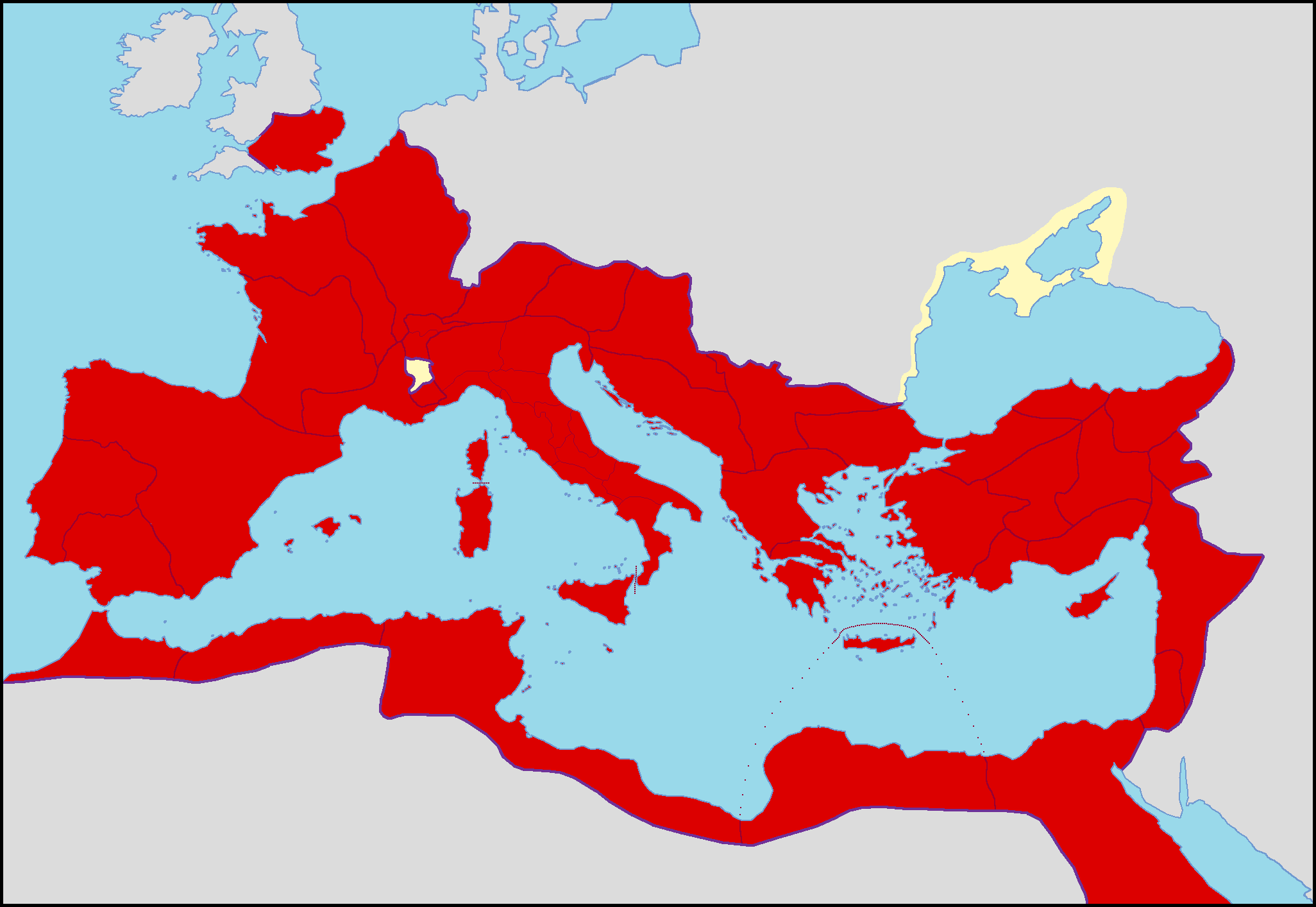
서기 54년 로마제국의 강역

베스파시아누스는 로마군을 이끌고 서쪽으로 눈길을 돌려, 나아가는 곳마다 부족들을 무찌르고 정착지 (오피다)를 점령해 나갔다. 당시 로마군은 오늘날 잉글랜드 남서부 엑서터 지역까지 진군하였는데, 이곳은 이후 서기 55년부터 75년까지 로마군 아우구스타 제2군단의 기지로 삼게 된다. 한편 히스파니아 제9군단은 북쪽으로 진군, 린둠 콜로니아 (Lindum Colonia, 오늘날 잉글랜드 동북부 링컨)까지 진출하였다.
서기 47년경에는 험버강에서 서번강 하구에 이르는 경계 이남 지역이 로마의 지배하에 들어간 것으로 보인다. 또 이 경계선을 따라 로마 도로인 포스 가도 (Fosse Way)가 건설되었는데, 학계에서는 초창기 로마 점령군이 수월한 전방 경계를 위해 이 도로를 구축한 것인지의 여부를 두고 논란이 있었다. 결론적으로 이 시기에는 로마 점령지와 브리튼인 사이의 경계선이 오늘날의 수준처럼 고정된 상태는 아니었던 것으로 보인다.

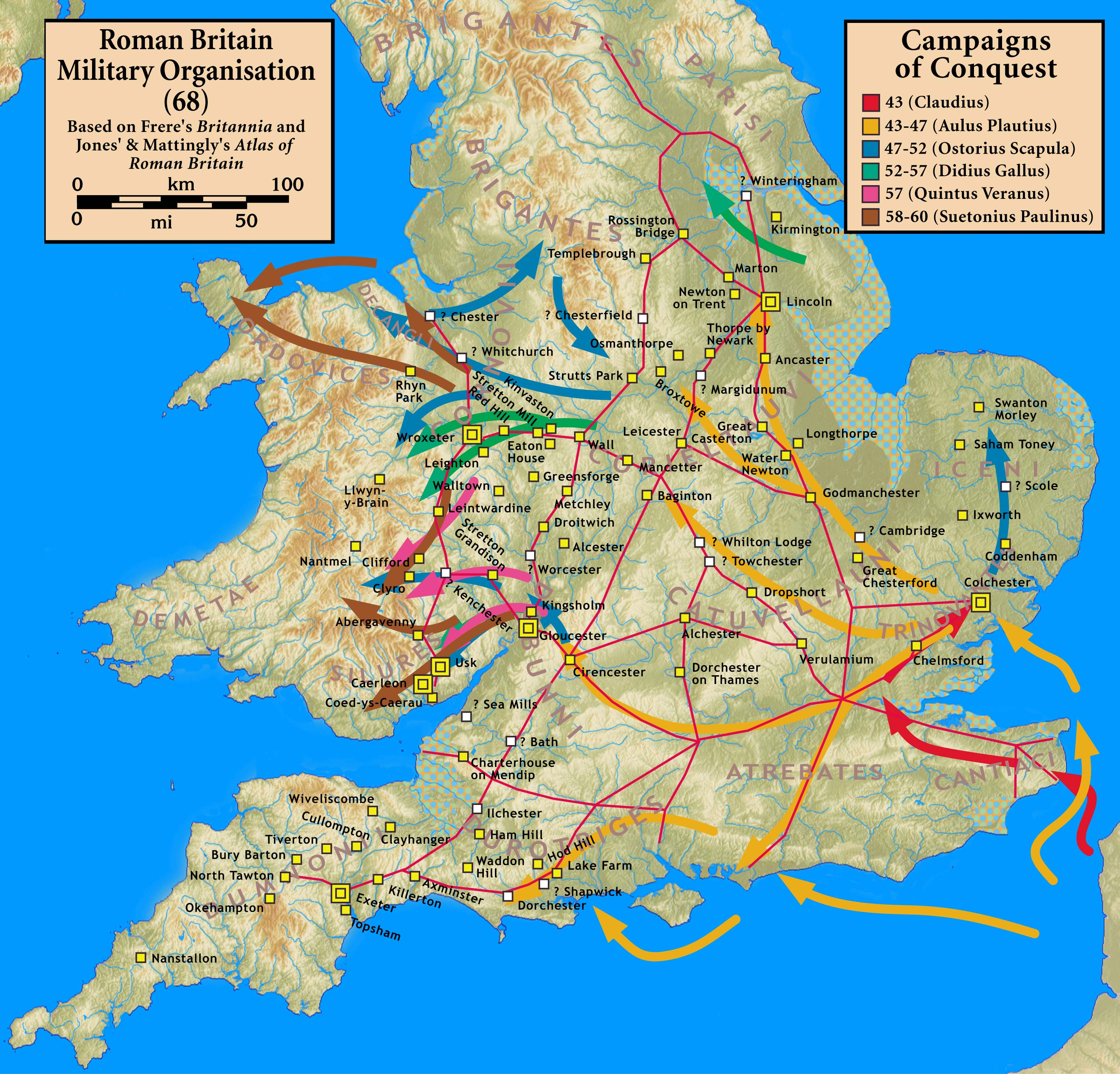
서기 43년~60년 로마군의 정복작전을 나타낸 지도

47년 말, 브리타니아의 새 총독으로 임명된 푸블리우스 오스토리우스 스카풀라 (Publius Ostorius Scapula)는 오늘날의 웨일스와 체셔 평원 일대 부족민의 정복에 나섰다. 웨일스 남동쪽의 부족인 실루레스는 웨일스 국경 일대를 거세게 방어하고 있었고, 오스토리우스 총독에게 상당한 골칫거리로 다가왔다.
로마군의 침공이 시작되자 이곳으로 도피해 있던 카락타쿠스는 몸소 나서 게릴라전을 지휘하였고, 기회를 엿보다 마침내 결정적인 전투를 벌였다. 하지만 그 마지막 전투에서 패배하면서 카락타쿠스는 페나인산맥을 차지하던 로마의 예속부족 브리간트족 (Brigantes)을 찾아가 의지하기를 청했다. 그러나 브리간트족의 여왕 카르티만두아 (Cartimandua)는 카락타쿠스를 지킬 생각 (내지는 여력)이 없었고, 로마군에게 숙소를 제공하는 한편으로 카락타쿠스를 잡아 넘겼다.
오스토리우스 총독이 사망하고 그 후임으로 아울루스 디디우스 갈루스 (Aulus Didius Gallus)가 임명되어 웨일스 국경지대를 확보하였지만 더 이상 북쪽이나 서쪽으로 진출하지는 않았다. 아마도 클라우디우스 황제는 브리튼섬 고지대의 산악 지형에서 별로 얻을 것도 없는 이득을 위해 고된 장기전을 감수하는 일은 피하고 싶었을 것으로 보인다.
서기 54년 로마 황제에 즉위한 네로는 브리타니아 신임 총독에 퀸투스 베라니우스를 임명했다. 베라니우스는 아나톨리아 산악지대의 골칫거리 부족을 정복한 경험이 있었는데, 그를 통해 브리튼섬 공략을 계속하기로 마음먹은 것으로 보인다. 베라니우스와 후임 총독인 가이우스 수에토니우스 파울리누스는 웨일스 북부전선에서 정복 작전에 나서 승리를 거뒀다. 서기 60년에는 앵글시섬을 침공하였으며, 현지 드루이드를 학살한 것으로 역사에 기록되었다. 하지만 이들은 웨일스의 완전 정복은 이루지 못하였는데, 60년~61년경 잉글랜드 남동부에서 부디카가 반란을 일으키자 진압을 위해 로마군이 회군하게 되면서, 추후 과제로 남게 된 것이다.

## 서기 60년~78년

### 브리간트족 정복
60년~61년 부디카 여왕의 반란을 진압한 뒤로 로마는 여러 총독을 거치면서도 브리튼섬 북부로 전진하면서 정복을 계속했다.
당시 브리튼섬 북부에 자리한 브리간트족의 지도자는 앞서 소개한 카르티만두아 여왕이었다. 그 남편은 베누티우스였는데, 두 사람의 출신과 인연은 불확실하다. 일설에 따르면 남편은 카르베티아누스족 출신으로, 지금의 잉글랜드 최북단 솔웨이와 타인강에 걸쳐 정착한 부족의 우두머리였는데, 카르티만두아와 결혼하면서 브리간트족 연맹으로 통일하게 되었다는 설명이다. 또 다른 설에 따르면 두 사람은 동일한 브리간트족 출신이되, 카르티만두아가 다스리던 브리간트족은 페나인산맥 동부에, 베누티우스가 다스리던 브리간트족은 페나인산맥 서부의 컴브리아 지역에 거점을 두었다고 본다.
처음에는 로마에 충성을 바치던 두 사람이었지만, 앞서 카락타쿠스가 은신을 청하자 카르티만두아가 이를 거절하고 로마군에 넘긴 사건을 계기로 사이가 틀어졌다. 서기 69년에는 베누티우스가 브리튼 저항군의 선봉장에 서서 봉기를 일으키고, 브리간트족의 영토를 장악해 나갔다. 카르티만두아는 로마군에 원조를 요청했으나, 4황제 난립기로 혼란스러운 실정에 놓여 있던 로마군은 진압을 단념하고 카르티만두아를 대피시켰다.
타키투스는 이 사건 이후 서기 71년에 퀸투스 페틸리우스 세리알리스 (총독 재임기간: 71년~74년)가 브리간트족과 전쟁을 벌여 승리를 거두었다고 기록하고 있다. 또 세리알리스는 물론 그 후임으로 임명된 율리우스 프론티누스 (재임기간: 75년~78년)도 높이 평가하고 있다.

### 브리타니아 북부 정복
브리튼섬 북부의 정복은 베티우스 볼라누스 (재임기간: 69년~71년)와 세리알리스 총독이 주도적으로 나섰을 것으로 추정된다. 그 근거로는, 문헌에 따라서 볼라누스 총독이 베누티우스를 처치하고 스코틀랜드에 진출했을 가능성이 제기되며, 루구발리움 (오늘날 잉글랜드 최북단 칼라일)에 있는 로마군 요새의 관문에서 발견된 목재를 탄소 연대 측정으로 조사한 결과, 서기 72년 세리알리스 총독 재임기에 무너진 정황이 밝혀졌다는 점이다. 또 한편으로 체셔주 체스터의 로마 요새인 데바 빅트릭스 (Deva Victrix)에서 발굴된 납 주괴를 통해, 요새가 서기 74년까지 건설되고 있었다는 사실이 드러났다.
정복 당시 서쪽 전선에 주둔하던 발레리아 빅트릭스 제20군단은 그나이우스 율리우스 아그리콜라가 이끌고 있었으며, 동쪽 전선에서는 히스파니아 제9군단을 세리알리스 총독이 직접 지휘하였다. 또 아디우트릭스 제2군단이 체스터에서 하구를 따라 거슬러 항해하여, 이를 예상하지 못한 적에게 충격을 안겼다.
서쪽 공세는 지금의 랭커스터 일대에서 시작되었는데, 이곳에서 세리알레스의 군단이 머무른 흔적이 발굴되었다. 이후 로보로 브리지와 브로검 (브로카붐)을 거쳐 룬강과 에덴강 계국을 따라 진격하였다. 컴브리아주 연안의 레이븐글래스와 블레너해싯 마을에서도 당시 로마군의 컴브리아 지역 정복이 있었음을 보여주는 흔적이 발굴된 바 있다. 여기서 더 나아가 벡풋과 메리포트 일대까지도 초반 진격의 범위로 추정된다.
서기 72년~73년경에는 세리알리스 군단의 일부 병력이 오늘날 코브리지 서쪽에서 스테인모어 고개를 가로질러 아그리콜라의 군단에 합류하였다. 이 과정에서 과거 볼라누스가 거점으로 삼았던 레이크로스, 크래큰소프, 커크비소어, 플럼턴헤드 일대에 군영을 세운 흔적을 남겼다. 또한 스테인모어 지역 (메이든캐슬, 보스무어, 로퍼캐슬)에서도 경계탑, 감시탑을 지은 흔적을 남겼다. 세리알리스 군단과 아그리콜라의 군단은 펜리스 인근에서 칼라일로 이동하여 요새를 지었다.
서기 74년에는 세리알리스가 브리타니아 총독에서 물러나고, 프론티누스가 브리타니아로 파견되어 후임 총독으로 나섰다. 프론티누스는 몇 년 전 중단되었던 웨일스 정복에 다시 눈길을 돌렸고, 차근차근 나아간 끝에 76년경에는 실루레스와 기타 적대적인 부족을 정복하였다. 이에 앞서 75년에는 카일레온에 아우구스타 제2군단의 주둔 기지를 세우고, 그로부터 15~20km 떨어진 부지에 지원 부대용으로 소규모 요새망을 구축하였다. 이후 프론티누스는 돌라이커티 금광 개발을 위해 웨일스 서부의 펌세인트에 요새를 세운 것으로 추정된다. 서기 78년 브리타니아 총독직에서 물러난 프론티누스는 훗날 로마 시의 수도감독관으로 임명된다.

## 서기78년~84년

### 아그리콜라의 원정

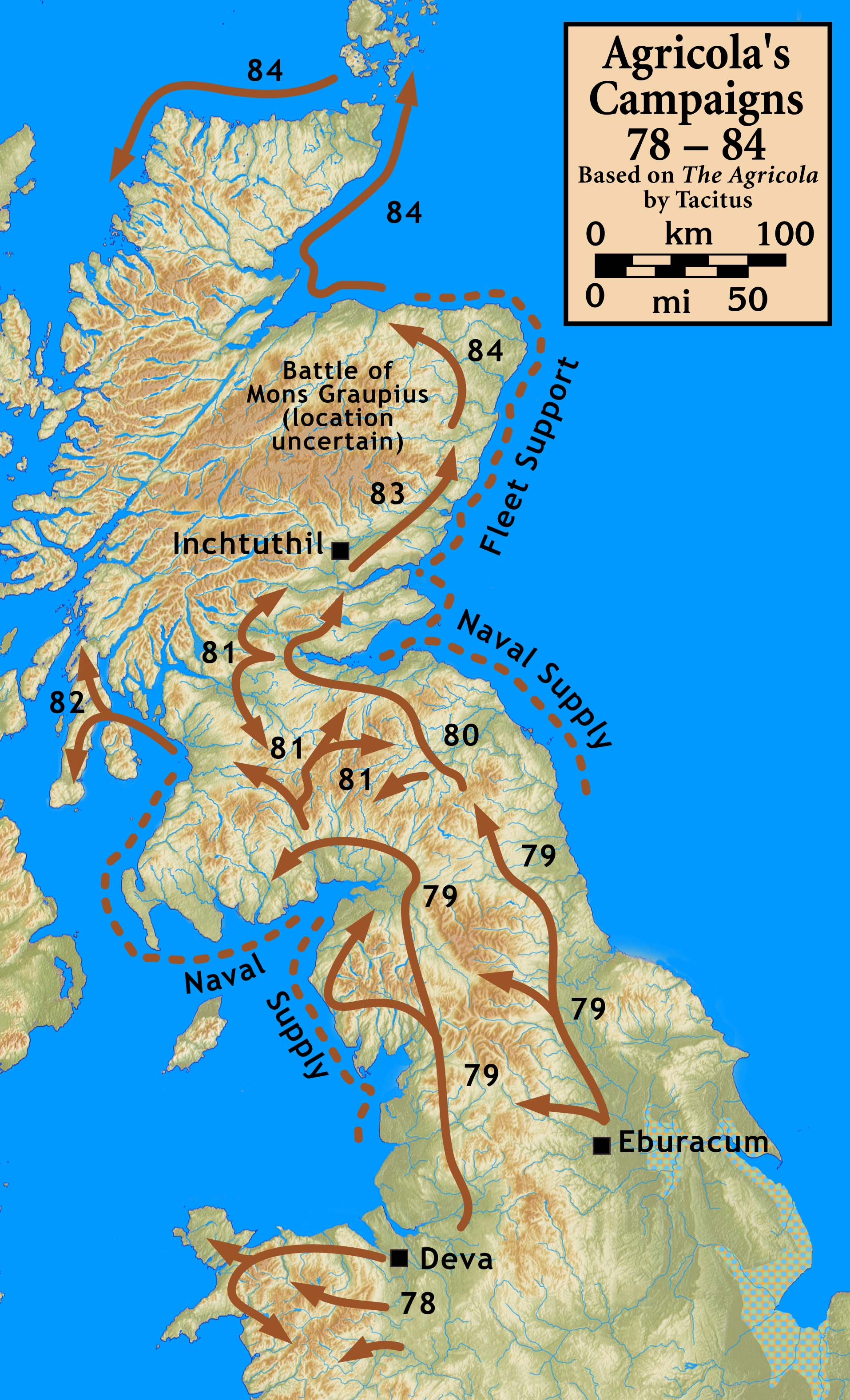
아그리콜라의 원정 작전도

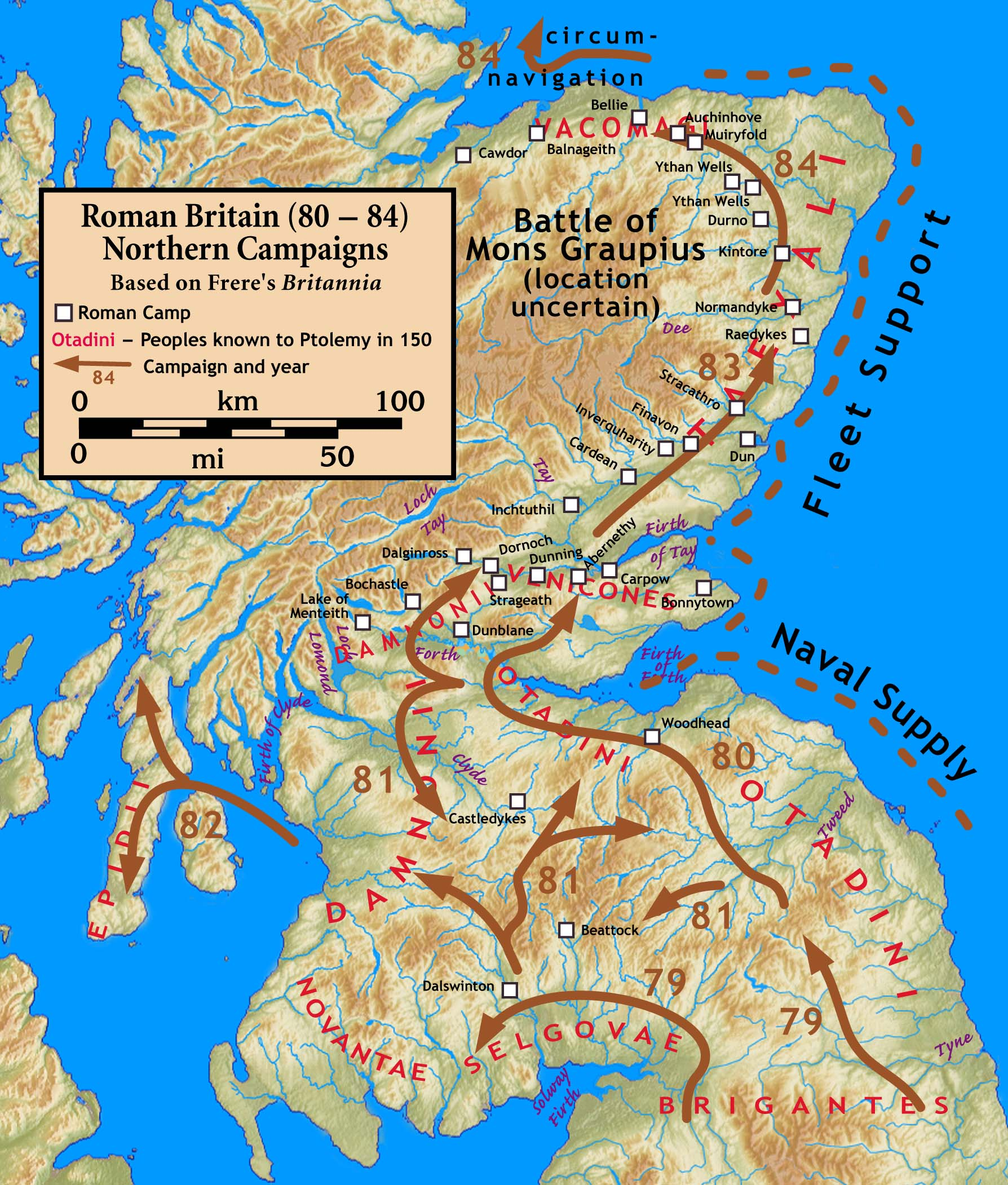
브리타니아 북부 일대 작전도

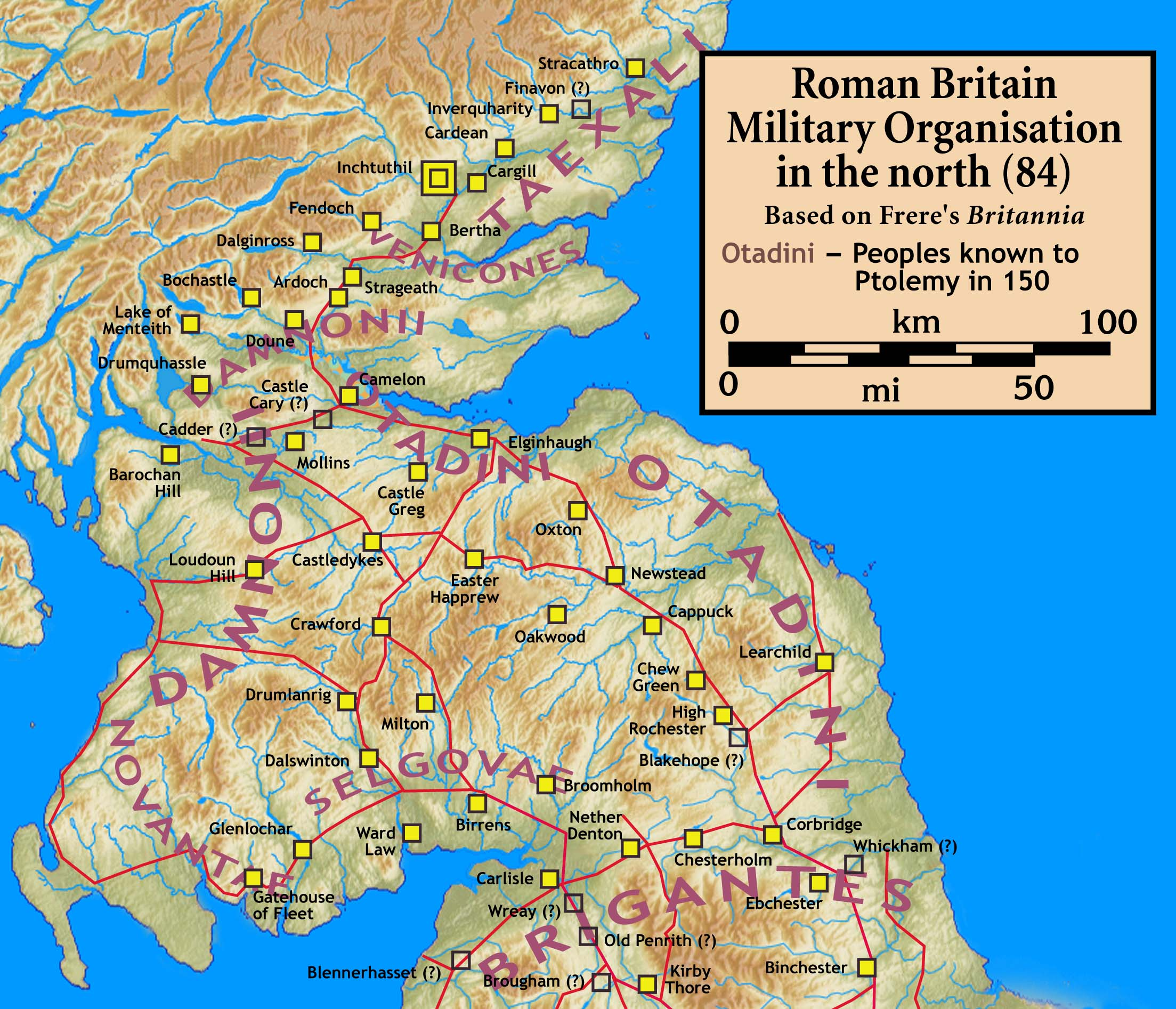
브리타니아 북부의 로마 군기지

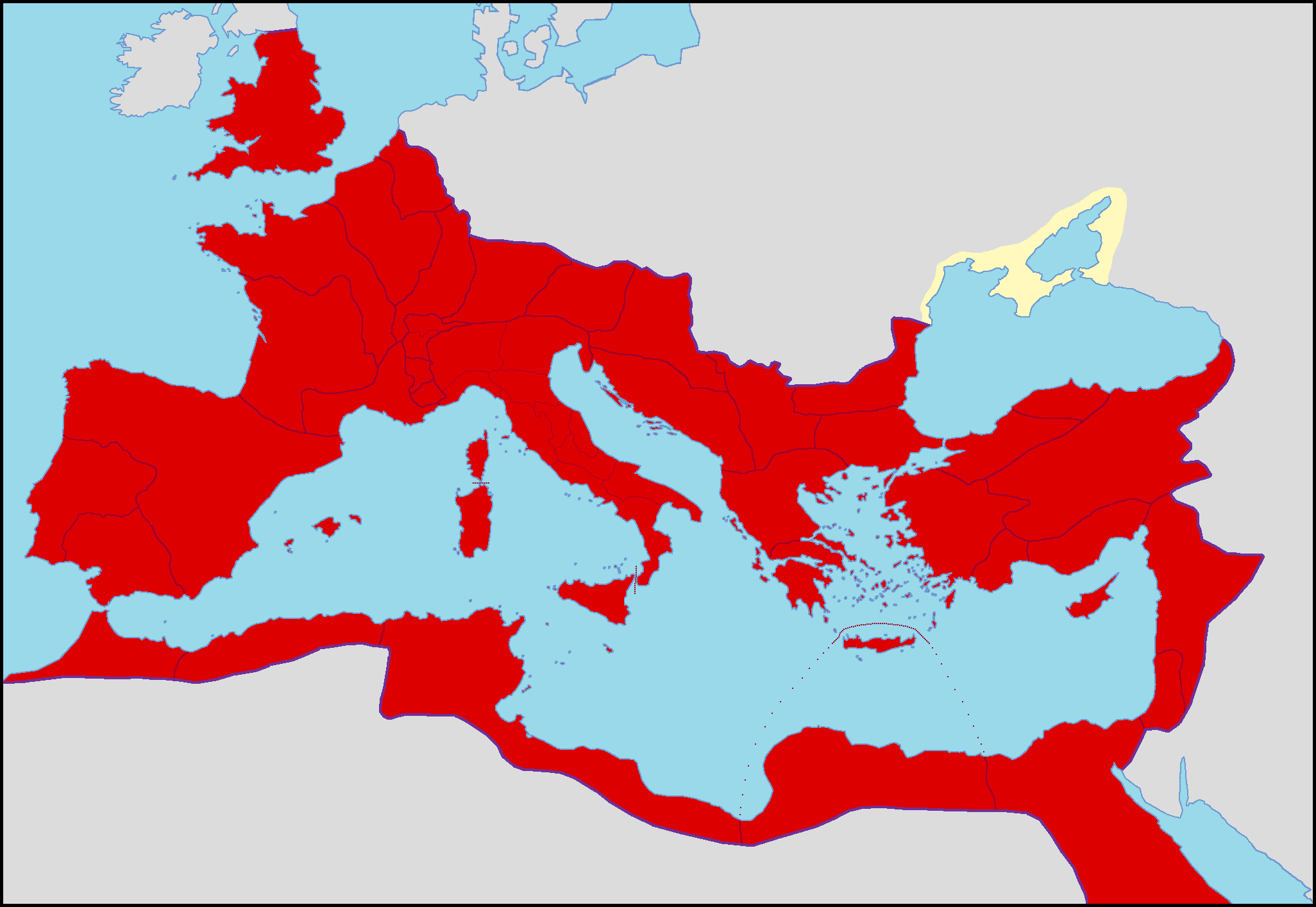
서기 96년경의 로마 제국 강역

서기 78년, 브리튼섬 북부 원정의 장군으로 나섰던 아그리콜라가 이번에는 신임 총독으로 임명되어 브리타니아로 복귀하였다. 당시 아그리콜라는 사위 관계였던 타키투스 (Tacitus)가 예찬하는 기행문을 쓰면서 명성을 얻고 있었다. 78년 여름 브리타니아에 도착한 아그리콜라는 로마 지원군의 기병대를 격파한 오르도비스족 (Ordovices)을 무찌르고 웨일스 정복을 완료하였다. 아그리콜라는 브리타니아에서의 군복무 당시 지형을 잘 알고 있었기 때문에 신속한 이동으로 부족민들을 제압할 수 있었다. 이후 앵글시섬을 침공하여 섬주민들로 하여금 평화조약을 맺도록 강요하였다.
이듬해 아그리콜라는 잉글랜드 북부의 브리간트족과 스코틀랜드 남부 연안 지역을 차지하던 셀고바인에 맞서 압도적인 군사력을 동원하여 로마의 지배권을 확고히 하였다.

### 칼레도니아 (스코틀랜드) 진출
타키투스는 아그리콜라 장군이 기존에 정복된 브리튼인의 저항에 무력 동원과 외교 협상을 병행하면서 평화의 정착에 노력을 기울이는 동시에, 서기 79년에는 브리타니아 영토 각지에 요새를 건설하기 시작하였다고 기록한다. 서기 80년 아그리콜라는 칼레도니아 서쪽 연안 (지금의 스코틀랜드 테이만)으로 진격한 다음, 이듬해 81년이 되어서야 남쪽으로 귀환하여, 본인이 새로 정복한 영토는 물론 반란이 벌어졌다 진압된 영토에서도 이득을 공고히 하였다.
서기 82년에는 킨타이어나 아가일 연안을 따라 항해하였으며, 83년~84년에는 육해군을 모두 동원하여 스코틀랜드의 동부와 북부 연안을 따라 북방 영토로 진출, 그곳 부족민들에 맞서 승전을 거두었으며 특히 몬스 그라우피우스 전투에서 칼가쿠스가 이끄는 브리튼 북부 부족민에게 대승을 거두었다. 이 일대에서 이뤄진 발굴조사 결과, 로마군은 개스크 산맥을 따라 북부 영토에 군사기지를 건설하여, 스코틀랜드 고지대와 스코틀랜드 북동부 저지대 전역으로 진출할 수 있는 협곡들을 지배한 것으로 드러났다.
아그리콜라는 로마군의 정복작전을 확실히 하기 위해 군사도로와 요새망을 구축하였다. 기존의 요새를 보강하는 것은 물론 지금의 스코틀랜드 북동부의 하이랜드 지방 경계선을 따라 요새를 새로 구축하여, 스코틀랜드 고원으로 진출할 수 있는 협곡의 지배력을 하나로 묶었다. 스코틀랜드 남동부와 잉글랜드 북동부를 따라서는 군사 통신망과 보급전선을 잘 다져놓는 작업도 병행하였다. 칼레도니아 최남단 (오늘날 덤프리스셔 일대)을 차지하던 셀고바이인 (Selgovae)에 맞서 요새를 집중 구축하여 그 일대의 효과적인 지배력을 확보하는 동시에 스코틀랜드 중남부(서던업랜드 대다수 지역)의 군사 포위선을 완성하게 되었다. 다만 셀고바이인과는 달리 인근의 부족민인 노반타이인 (Novantae), 담노니인 (Damnonii), 보타디니인 (Votadini)에 대해서는 요새를 세우지 않았으며 로마군과의 충돌 흔적도 발견되지 않고 있다. 이 모든 작전을 완수한 아그리콜라 장군은 서기 84년 로마로 소환되었다.
2019년 아이라이아 아라바올라자 (Iraia Arabaolaza)가 이끄는 발굴조사단이 아그리콜라 장군의 침공 당시 로마군단이 사용했던 서기 1세기경의 행군 야영지를 발굴하였다. 아라바올라자 발굴단장에 따르면 현장에서 발견된 불구덩이가 두 개의 평행선으로 30m 떨어져 분리된 모습으로 발견되었으며, 숯을 넣은 돔형 테라코타 오븐과 26개의 화덕도 발견되었는데 그 연대를 서기 77년~86년, 서기 90년경으로 추정하였다. 고고학계에서는 이 일대가 오늘날 잉글랜드 에어셔주를 정복하는 과정에서 로마군의 전략거점으로 삼았을 것으로 추정했다.

## 서기84년~117년
아그리콜라 이후의 브리타니아 총독들은 문헌에 언급된 적은 없지만, 브리타니아 최북단까지 정복하거나 제압할 의지는 없었던 것으로 보인다. 인치터틸 (Inchtuthil)에서는 로마군 요새가 공사 도중 철거된 흔적이 발굴되었으며, 몬스 그라우피우스 전투의 후속조치로 스코틀랜드 일대 영토 방어를 위해 건설해 둔 퍼스셔 지방의 개스크 산맥 일대 요새들도 수년간 버려진 상태가 되었다. 정황상 전쟁을 이어나가는 데 필요한 예산이 전쟁의 결과로 얻을 수 있는 경제적, 정치적 이득보다 더 컸을 가능성이 높으며, 칼레도니아인들을 건들지 않고 명목상으로나마 복종 상태에 두는 것이 더욱 유리했을 것으로 보인다.
서기 87년, 제20군단의 철수로 브리타니아를 완전히 장악하려는 로마 제국의 야망은 한풀 꺾이게 되었으며 오늘날 칼라일과 코브리지 사이의 '스테인게이트' (Stanegate)라는 도로를 기준으로 그 이하의 영토를 굳혀나간다는 결정이 내려졌다. 당시 칼라일 일대는 '켄투리오 레기오나리우스' (centurio regionarius)라는 지역 백부장이 담당하고 있었다. 스타인게이트를 새 국경으로 삼는 과정에서 빈돌라다 (Vindolada) 등지에 대형 요새를 짓고, 뉴보로, 매그니스, 브램턴올드처치 일대에는 행군 시 반나절만에 도달할 수 있는 간격으로 요새들을 촘촘히 건설하게 되었다.

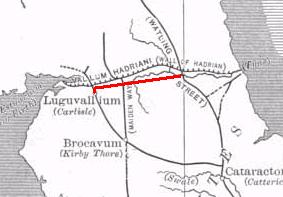
브리타니아의 새 국경선으로 설정된 스테인게이트 (붉은색). 바로 윗쪽으로는 훗날 건설될 하드리아누스 방벽이 표시되어 있다.

이로써 서기 87년부터 서기 117년까지 로마 제국은 브리타니아의 기존 영토를 보강하는 작업을 반복하였으며, 스테인게이트 국경선 너머 북쪽으로는 일부 거점만 유지한 가운데, 솔웨이-타인 일대로 조금씩 질서정연하게 철수한 흔적도 발견된다. 이 과정에서 기존 부족민과의 전투나 그로 인한 패전은 없었던 것으로 보인다.
서기 90년대 중반 이후로는 정규요새의 규모를 축소하고 그 사이에 소규모 요새와 망루를 추가하는 방식으로 스타인게이트 국경선의 방어시설을 개편한 것으로 보인다. 스타인게이트 국경선 외에도 솔웨이 연안을 따라 벡풋, 메리포트, 버로월스, 모스비 일대에도 요새를 두었다. 이 지역에 요새를 구축한 것은 로마군의 주둔을 강화하기 위한 것으로 보인다.
트라야누스 황제 시대 (재위: 서기 98년~117년)에는 트로트벡 (Troutbeck)에 요새가 세워졌으며,  앰블사이드 (Ambleside)의 요새도 이 시기에 지어진 것으로 보이는데 이는 레이크디스트릭트의 요새에 수운 보급을 담당하기 위함이었다. 또한 하드노트 요새까지 도로가 건설되었으며, 앰블사이드에서 올드펜리스 / 브로검까지 이어지는 도로도 이 시기부터 지어졌을 가능성이 존재한다.

## 2세기

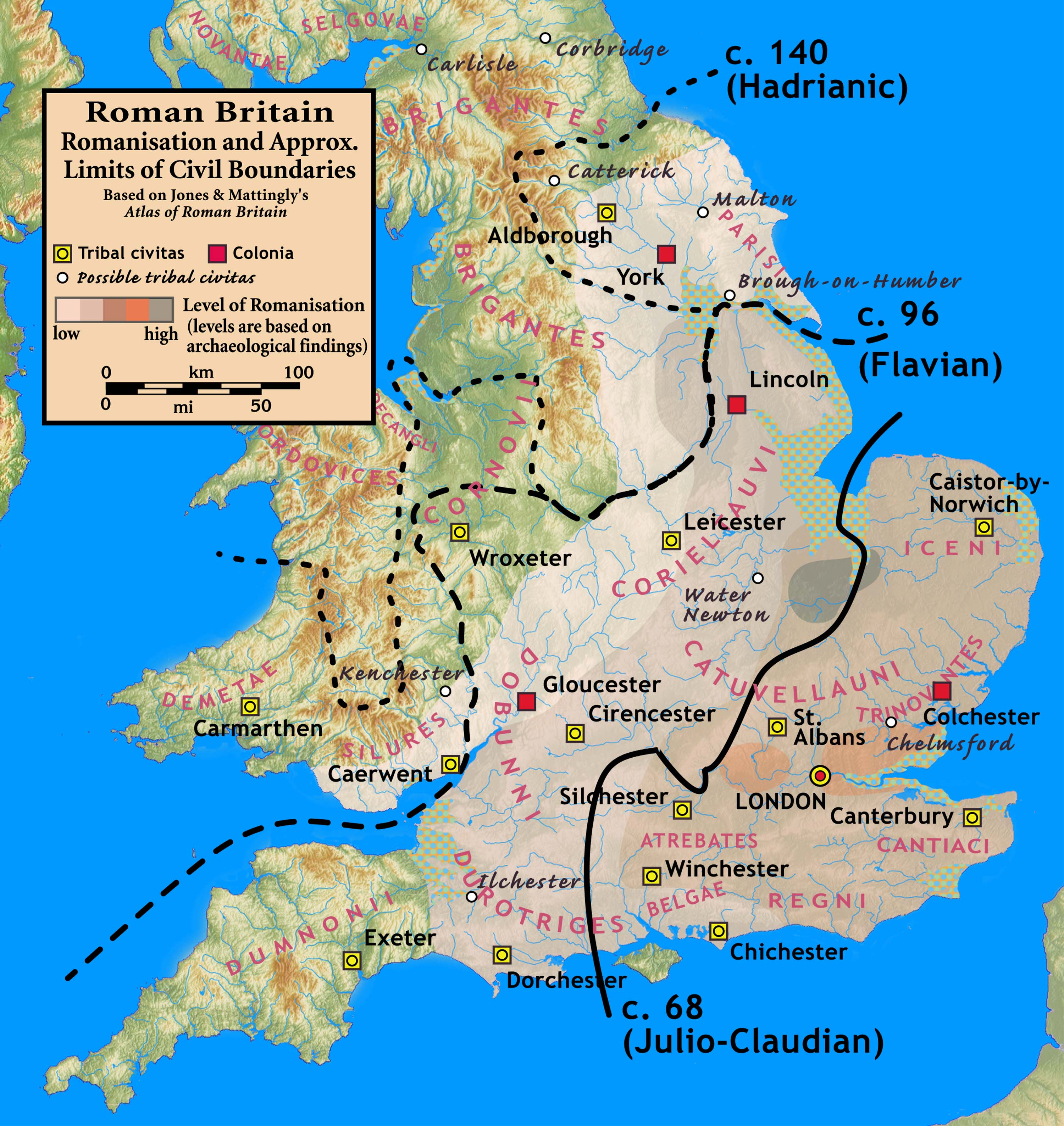
브리타니아 내에서 로마화된 지역의 범위를 시기별로 나타낸 지도

하드리아누스 황제 시대 (재위: 117년~138년)에 이르러 제국 전역에서 진행된 영토 정리, 규합 정책과 맞물려 브리타니아의 영토도 무리하지 않는 선에서 정리되기 시작하였다. 서기 122년경 하드리아누스 방벽이 건설되면서 로마령 브리타니아의 북방한계선도 방어가 수월한 타인강~솔웨이퍼스 일대로 축소되었다.
안토니누스 피우스 황제는 즉위하자마자 전임 황제의 정책을 반전시키기 위하여 즉각적인 군사행동에 나섰다. 서기 139년 브리간트인을 물리친 퀸투스 롤리우스 우르비쿠스 브리타니아 총독은 황제의 명에 따라 하드리아누스 방벽 북쪽으로 진군하여 오타디니인, 셀고바이인, 담노니인이 살고 있던 칼레도니아 저지대를 정복하고, 국경선을 북쪽으로 밀어나갔다.
롤리우스 우르비쿠스 총독은 3개 군단을 동원해 코리아 (Coria)와 브레메니움 (Bremenium)에 보급로를 구축한 뒤, 서기 139년~140년경 카일레온 (Caeleon)의 아우구스타 제2군단, 에보라쿰 (Eboracum)의 빅트릭스 제6군단, 데바빅트릭스 (Deva Victrix)의 발레리아 빅트릭스 제20군단의 3개 군단을 전역으로 진군시켰다. 서기 140년 이래 롤리우스 우르비쿠스는 최소 16,500명 규모에 달하는 동원병력을 전부 하드리아누스 방벽 너머 북쪽으로 진군시켰다.
롤리우스 우르비쿠스의 군단을 처음 맞이한 칼레도니아 부족은 하드리아누스 방벽 너머 북서쪽 일대 (오늘날 커크커드브라이트셔, 덤프리스셔 일대)를 차지하던 셀고바이인 (Selgovae)과 오타디니인 (Otadini)이었다. 로마 건국 이래 언덕 지형에서의 전투에 정통했던 로마군은 빠르게 진군하여 전략적 요충지와 고지대의 점령에 나섰는데, 그 중에는 칼레도니아 부족민들이 이미 요새화했던 지역들도 있었다. 대표적으로 번스워크힐 (Burnswark Hill)은 칼레도니아 북부로 나아가는 서쪽 진로를 좌우할 전략적 거점이었으며, 발굴조사 결과 실제로 전투가 벌어졌음을 알 수 있는 흔적이 발견되었다.
서기 142년 전 지역에 걸쳐 군사작전을 중단한 로마군은 하드리아누스 방벽 북쪽의 클라이드강-포스강 지역을 국경선 삼아 안토니누스 방벽을 건설하게 되었다. 그러나 20년 뒤인 서기 162년 로마군은 안토니누스 방벽을 포기하고, 기존의 하드리나우스 방벽으로 후퇴하여 방어선을 더욱 강화하는 쪽을 택했다. 이 시기 안토니누스 방벽 일대 지역은 가끔씩만 점령하였다가 포기하기를 반복하였다.
그러나 영토의 지속적인 관리를 포기했을지언정 침투 작전을 포기한 것은 아니었으며, 오늘날 스코틀랜드 북부 깊숙한 지역까지 수차례 더 진군한 것으로 알려져 있다. 실제로 스코틀랜드에는 로마군이 행군하면서 군영을 세운 흔적이 유럽 전 지역을 통틀어서도 최다 규모로 남아 있는데, 이는 당시 로마군의 칼레도니아 정복작전이 최소 네 차례는 벌어졌음을 보여주는 결과이기도 하다.

## 3세기~4세기

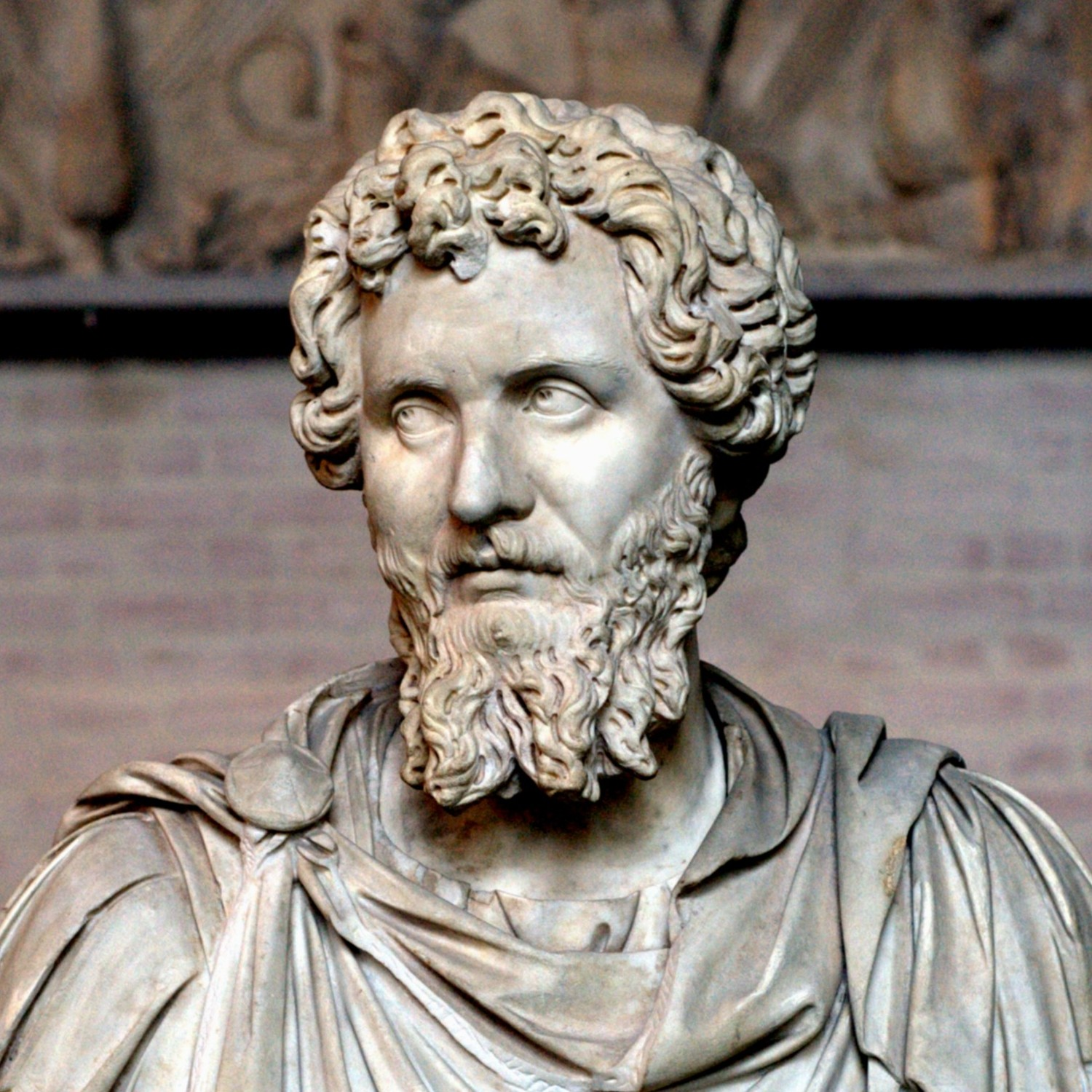
서기 209년 브리타니아 북부 정벌에 나선 셉티미우스 세베루스 로마 황제

로마 제국 말기의 대표적인 원정으로는 서기 209년 셉티미우스 세베루스 황제가 브리타니아 북부의 픽트어계 부족연합인 칼레도니아 부족연합의 정벌에 나선 것이 꼽힌다. 당시 셉티미우스 세베루스 황제는 마이타이인의 호전성에 분노를 금치 못했다는 명분으로, 현지에 주둔중인 브리타니아 수비대 3군단에 기병대를 동반한 로마근위대 병력 9000명, 그리고 브리타니아 함대, 라인강 함대, 다뉴브강 함대의 수송작전으로 바다 건너 들여온 다수의 지원병력을 정벌 작전에 동원하였다.
디오 카시우스의 기록에 따르면 셉티미우스 세베루스 황제는 부족민들에게 대량학살을 저질렀다가 칼레도니아 전사들의 게릴라 전술로 병력 5만 명을 잃고 하드리아누스 방벽으로 철수하였다. 로마군이 하드리아누스 방벽으로 후퇴하기에 앞서 양측이 휴전 협상에 나설 당시, 셉티미우스 세베루스의 황후였던 율리아 돔나가 칼레도니아 부족민 여성들이 음란하기 짝이 없다고 도발하자, 칼레도니아 추장 아르겐토콕소스 (Argentocoxos)의 아내는 "당신네들은 최악의 남자와 불륜을 저지를진 몰라도, 우린 최고의 남자와 당당히 교제한다"고 맞받아쳤다고 한다. 이 발언은 스코틀랜드인의 발언으로서는 가장 오래된 기록으로 알려져 있다.
철수 이후 셉티미우스 세베루스 황제는 하드리아누스 방벽을 대대적으로 수리하고 강화하였는데 그 철저함이 대단해서 후대의 기록에서는 셉티미우스 세베루스가 방벽을 지었다고 소개될 정도였다. 이어서 칼레도니아 정벌을 재개할 계획을 세우던 중 지금의 잉글랜드 요크시에서 세상을 떠났다. 뒤이어 즉위한 아들 카라칼라는 칼레도니아 정벌 계획을 포기하였다.
서기 306년에는 카라우스 반란 이래 방어선을 복구하고 브리타니아 북부를 정복하기 위하여 콘스탄티우스 황제가 쇠약해진 몸을 이끌고 직접 군단을 이끌고 브리타니아로 건너오기도 하였다. 콘스탄티우스의 정복 작전에 대해서는 고고학계의 발굴조사로 드러난 바가 없어서 알려진 것도 거의 없지만, 문헌상의 짧은 언급에 의하면, 콘스탄티우스는 초여름에 브리타니아 최북단에 도달하여 큰 전투에서 승리를 거두고 남쪽으로 돌아왔다고 한다. 아들 콘스탄티누스도 아버지 곁을 지키며 브리타니아 북부에서 1년을 보냈으며, 여름과 가을에 하드리아누스 방벽 너머 픽트족 정벌에 나섰다고 전해진다.
이후 로마인들이 스코틀랜드 일대로 침입한 것은 탐험원정대 (exploratores)가 방벽 사이 완충지대의 정찰에 나서거나, 부족민과 무역거래를 하는 경우, 공물을 바쳐 부족민들의 침입을 막는 경우, 그리고 최후에 이르러서는 기독교 선교사들이 포교 활동을 하는 경우에 그쳤다. 로마인들이 게일어 부족들이 살고 있던 히베르니아섬 (오늘날의 아일랜드)에는 어느 정도로 교류하였는가에 대해서는 아직 학계의 의견이 분분한 상황이다.

## 같이 보기

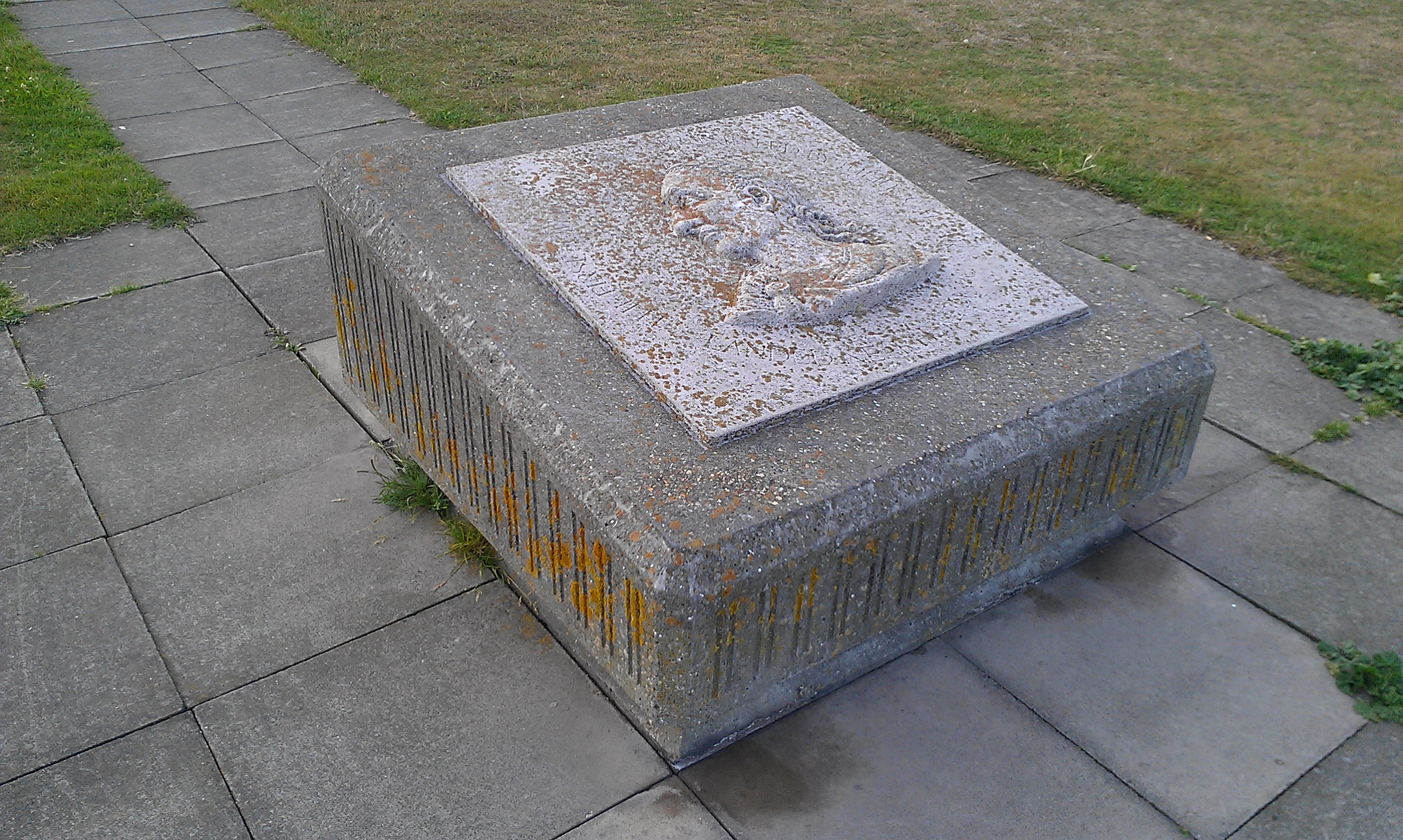
잉글랜드 켄트주 월머에 설치된 로마의 브리타니아 정복 기념비

- 브리타니아
- 고대의 브리튼섬
- 영국의 군사사
- 브리타니아 총독
- 고대 로마의 광산

### 해설
1. ↑  학계 일각에서는 진격은 하였되 포스만 일대에만 머물렀다는 설도 제기된다.
2. ↑  이를테면 백풋 (Backfoot)에 세워진 요새는 1세기 말기부터 세워진 것으로 추정된다.
3. ↑  당시 창설되지 얼마 되지 않았던 제2파르티카군단이 합류하여 병력을 증강시켰다.

## 참고 문헌
- Frere, Sheppad Sunderland (1987), 《Britannia: A History of Roman Britain》 3, revis판, London: Routledge & Kegan Paul, ISBN 0-7102-1215-1
- Tacitus, Cornelius (1854) [98], 〈The Life of Cnaeus Julius Agricola〉, 《The Works of Tacitus (The Oxford Translation, Revised)》 II, London: Henry G. Bohn, 343–389쪽

## 관련 문헌
- The Great Invasion, Leonard Cottrell, Coward–McCann, New York, 1962, hardback.
- Tacitus, Histories, Annals and De vita et moribus Iulii Agricolae
- A.D. 43, John Manley, Tempus, 2002.
- Roman Britain, Peter Salway, Oxford, 1986
- Miles Russel – Ruling Britannia – History Today 8/2005 pp 5–6
- Francis Pryor. 2004. Britain BC. New York: HarperPerennial.
- Francis Pryor. 2004. Britain AD. New York: HarperCollins.
- George Shipway – Imperial Governor. 2002. London: Cassell Military Paperbacks.